# Internierungslager Villa Luburić

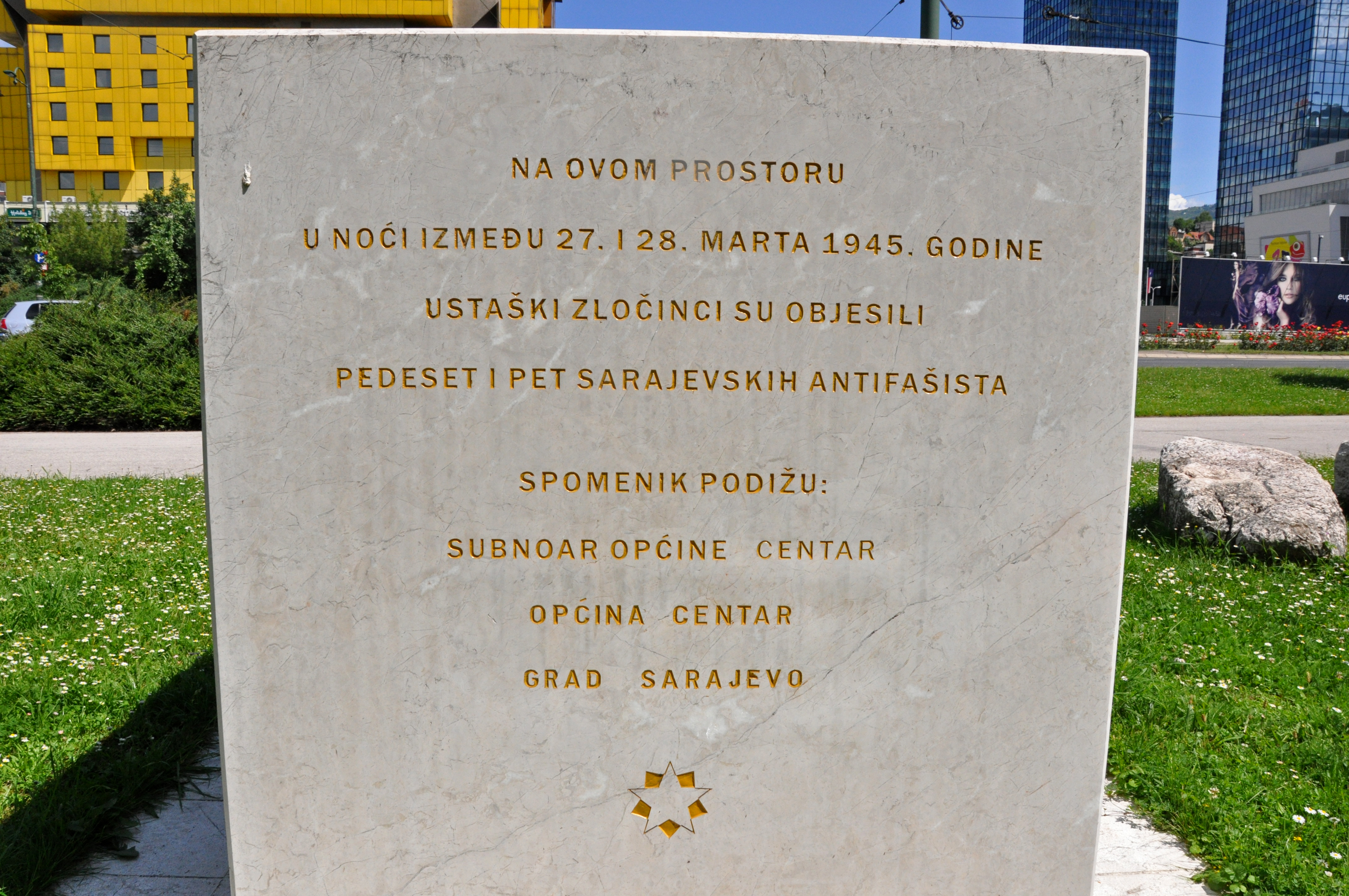
Gedenktafel am ehemaligen Standort (im Hintergrund das Holiday Inn)

Das Internierungslager Villa Luburić war im „Unabhängigen Staat Kroatien“ (NDH) eine Villa, die in Sarajevo von 1941 bis zum 6. April 1945 als Internierungs- und Exekutionslager umfunktioniert wurde, in dem hunderte Serben und Juden von den faschistischen Ustascha interniert, gefoltert und ermordet wurden. Benannt wurde es nach Vjekoslav Luburić, General der Ustascha sowie Kommandant der Konzentrationslager Jasenovac und Stara Gradiška. Zuvor trug es den Namen Vila Vilkert (dt. Villa Wilker). Zahlreiche Internierte des Lagers ermordete Luburić selbst. Nach der Befreiung Sarajevos durch die Tito-Partisanen am 6. April 1945 wurden zahlreiche Leichen aus dem Garten des Lagers exhumiert. Bald darauf wurde das Gebäude in eine Gedenkstätte umfunktioniert. Mit dem Aufstieg des Politikers Džemal Bijedić änderte sich auch der Standpunkt zur Gedenkstätte. Schließlich entschied er Anfang der 1970er, das Gebäude abzureißen und an dessen Stelle einen Kindergarten zu errichten. Die Gedenkfeier zu Ehren der Opfer wurde bis 1992 jährlich gehalten. Heute erinnert nur noch eine Gedenktafel an das Internierungslager und an die dort verübten Verbrechen.